# Someone to Call My Lover
"Someone to Call My Lover" es una canción de la cantautora estadounidense Janet Jackson de su séptimo álbum de estudio, All for You (2001). Escrita y producida por Jackson, Jimmy Jam y Terry Lewis, la canción fue lanzada como segundo sencillo del álbum el 12 de junio de 2001 por Virgin Records. Utilizando un riff de guitarra de "Ventura Highway" de Estados Unidos y la melodía de "Gymnopédie No. 1" de Erik Satie, "Someone to Call My Lover" habla de la determinación de encontrar la pareja perfecta.
"Someone to Call My Lover" recibió críticas positivas de los críticos, y la mayoría elogió su inocencia y su dulce aura, eligiendo la canción como una pista destacada del álbum. La canción fue un éxito en las listas, alcanzando el número tres en el Billboard Hot 100 de EE. UU., mientras que alcanzó el puesto nueve en Canadá y el top veinte en Australia, Nueva Zelanda y el Reino Unido. Un vídeo musical fue dirigido por Francis Lawrence y se centra en una máquina de discos. También se lanzó otro video para el remix de "So So Def". Jackson ha interpretado la canción en dos de sus giras, la más reciente "Together Again Tour" en 2024.